# Пол Гінспарг
Пол Гінспарг (англ. Paul Henry Ginsparg, 1 січня 1955, м. Чикаго, Іллінойс, Сполучені Штати Америки) — американський фізик. Професор Корнельського університету. Лауреат Стипендії Мак-Артура (2002). Засновник архіву електронних публікацій наукових статей та їх препринтів arXiv.org. Нагороджений Премією Ейнштейна(2021).

## Освіта
Закінчив середню школу в м. Сьоссет. Закінчив Гарвардський  університет та отримав ступінь бакалавра з фізики. Пізніше він навчався в Корнелльському університеті, захистив дисертацію на тему: «Аспекти поведінки симетрії у квантовій теорії поля» (англ. Aspects of Symmetry Behavior in Quantum Field Theory) та отримав ступінь доктор філософії в теоретичній фізиці елементарних частинок.

## Кар'єра у фізиці
Гінспарг був молодшим науковим співробітником і викладав на кафедрі фізики в Гарвардському університеті з 1990.
Архів підготовки препринту був створений під час його роботи в Національній лабораторії Лос-Алмоса, 1990—2001. З 2001, був професором фізики, обчислювальної техніки та інформатики в Корнельському університеті.
Він опублікував статті з фізики в областях кватової теорії поля, теорії стун, конформної теорії поля та квантової гравітації. Він часто коментує мінливий світ фізики в Інформаційній ері.

## Нагороди
Нагороджений орденом P.A.M., нагорода від Асоціації спеціальних бібліотек, номінований у французькому журналі Lingua Franca «Tech 20», обраний членом в Американського фізичного товариства. У 2002 році отримав Стипендію МакАртура. Отримав нагороду від Ради наукових редакторів.Отримав нагороди за досягнення та премію Пола Еванса Пітерса від Educause, Асоціації наукових бібліотек та Коаліції з мережевої інформації.
Він був Стипендіантом Інституту Редкліффа у 2008—2009.
У червні 2013 року його назвали Чемпіоном змін Білого дому. У 2021 був нагороджений Премією Ейнштейна за розробку arXiv.org.

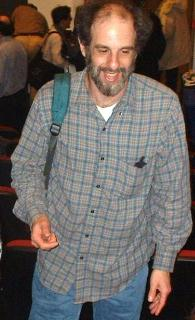

## Особисте життя
У нього двоє дітей — дочка Міріам Гінспарг (нар. 2000), і син, Ноам Гінспарг (нар. 2004). Його дружина Лаура Джонс — фахівчиня в галузі математичної біології і дослідниця.

## Публікації
- «Creating a global knowledge network», UNESCO Expert Conference on Electronic Publishing in Science, Paris, 19–23 February 2001, Second Joint ICSU Press
- Fluctuating geometries in statistical mechanics and field theory, Editors François David, Paul Ginsparg, Jean Zinn-Justin, Elsevier, 1996, ISBN 978-0-444-82294-9
- «First Steps toward Electronic Research Communication», Gateways to knowledge: the role of academic libraries in teaching, learning, and research, Editor Lawrence Dowler, MIT Press, 1997, ISBN 978-0-262-04159-1
- Ginsparg, P. (2006). As We May Read. Journal of Neuroscience. 26 (38): 9606—9608. doi:10.1523/JNEUROSCI.3161-06.2006. PMC 6674456. PMID 16988030.
- Ginsparg, P.; Houle, P.; Joachims, T.; Sul, J. (2004). Mapping subsets of scholarly information. Proceedings of the National Academy of Sciences. 101: 5236—5240. arXiv:cs/0312018. Bibcode:2004PNAS..101.5236G. doi:10.1073/pnas.0308253100. PMC 387301. PMID 14766973.
- Bachrach, S.; Berry, R.; Blume, M.; Von Foerster, T.; Fowler, A.; Ginsparg, P.; Heller, S.; Kestner, N.; Odlyzko, A.; Okerson, A.; Wigington, R.; Moffat, A. (1998). Who should own scientific papers?. Science. 281 (5382): 1459—1460. Bibcode:1998Sci...281.1459B. doi:10.1126/science.281.5382.1459. PMID 9750115. S2CID 36290551.
- Freedman, D.; Ginsparg, P.; Sommerfield, C.; Warner, N. (1987). String-ghost interactions and the trace anomaly. Physical Review D. 36 (6): 1800—1818. Bibcode:1987PhRvD..36.1800F. doi:10.1103/physrevd.36.1800. PMID 9958364.
- Ginsparg, P. (1987). On toroidal compactification of heterotic superstrings. Physical Review D. 35 (2): 648—654. Bibcode:1987PhRvD..35..648G. doi:10.1103/physrevd.35.648. PMID 9957701.